# Siplizumab
Siplizumab (MEDI-507) là một kháng thể đơn dòng mới với IgG1 ở người, kappa hướng đến CD2. Tác nhân này đã cho thấy tác dụng điều hòa miễn dịch mạnh, ức chế chọn lọc chức năng của tế bào T và NK, và hiện đang được thử nghiệm như một phương pháp điều trị có thể đối với bệnh vẩy nến và trong phòng ngừa bệnh ghép so với vật chủ.